# Albanópolis (Armênia)
Albanópolis ou Urbanopólis era uma cidade, provavelmente da antiga Armênia, conhecida no Cristianismo como o local onde o apóstolo Bartolomeu foi crucificado ou esfolado vivo.

## Relatos históricos
Em Lives of the Saints, o hagiógrafo do século XVIII Alban Butler diz que as tradições populares sobre São Bartolomeu estão resumidas no Martirológio Romano, que diz que ele "pregou o evangelho de Cristo na Índia; daí ele foi para a Grande Armênia, e quando ele converteu muitas pessoas lá à fé, ele foi esfolado vivo pelos bárbaros, e por ordem do Rei Astíages cumpriu seu martírio". No entanto, o próprio Butler adverte sobre levar as pistas geográficas muito literalmente. Ele ressalta que "Índia" era um nome aplicado indiferentemente por escritores gregos e latinos à Arábia, Etiópia, Líbia, Pártia, Pérsia e às terras dos Medos.

## Localização
No entanto, pelo menos três locais foram propostos como possíveis locais de Albanópolis: Derbente no Daguestão, Albace perto de Bascale na então região armênia do que é hoje o leste da Turquia, e Bacu, Azerbaijão. Este último tem um certo toque de verdade, dado que a área do atual Azerbaijão era historicamente conhecida como Albânia, mas nenhuma evidência conclusiva foi encontrada de tal teoria. Butler também é cético quanto à sugestão de Albiraque, afirmando que embora a afirmação de que Batolomeu pregou e morreu na Armênia seja possível, e seja uma tradição unânime entre os historiadores posteriores daquele país; ... os primeiros escritores armênios fazem pouca ou nenhuma referência a ele como conectado com sua nação. Assim, embora um mosteiro armênio muito sagrado guardasse o que se acreditava ser o túmulo de Bartolomeu no local, esta foi provavelmente uma ideia posterior.